# Aubrieta deltoidea
Обрієта дельтоподібна (Aubrieta deltoidea) — вид рослин родини капустяні.

## Будова
Багаторічна рослина висотою до 15 см, що формує килим на болотах та кам'янистому ґруні. Стебла тверді, задеревілі. Має маленькі овальні волохаті листки, із зубатим краєм. Квіти хрестоподібні, від блакитного до пурпурного, вкривають майже повністю рослину. Насіння достигає у кінці літа.

## Поширення та середовище існування
Зростає у горах Південної Європи та Туреччини.

## Практичне використання
Вирощується на альпійських гірках. Має культурні сорти:
- 'Argenteovariegata'[2]
- 'Doctor Mules'[3]
- 'Red Cascade'[4]

## Галерея

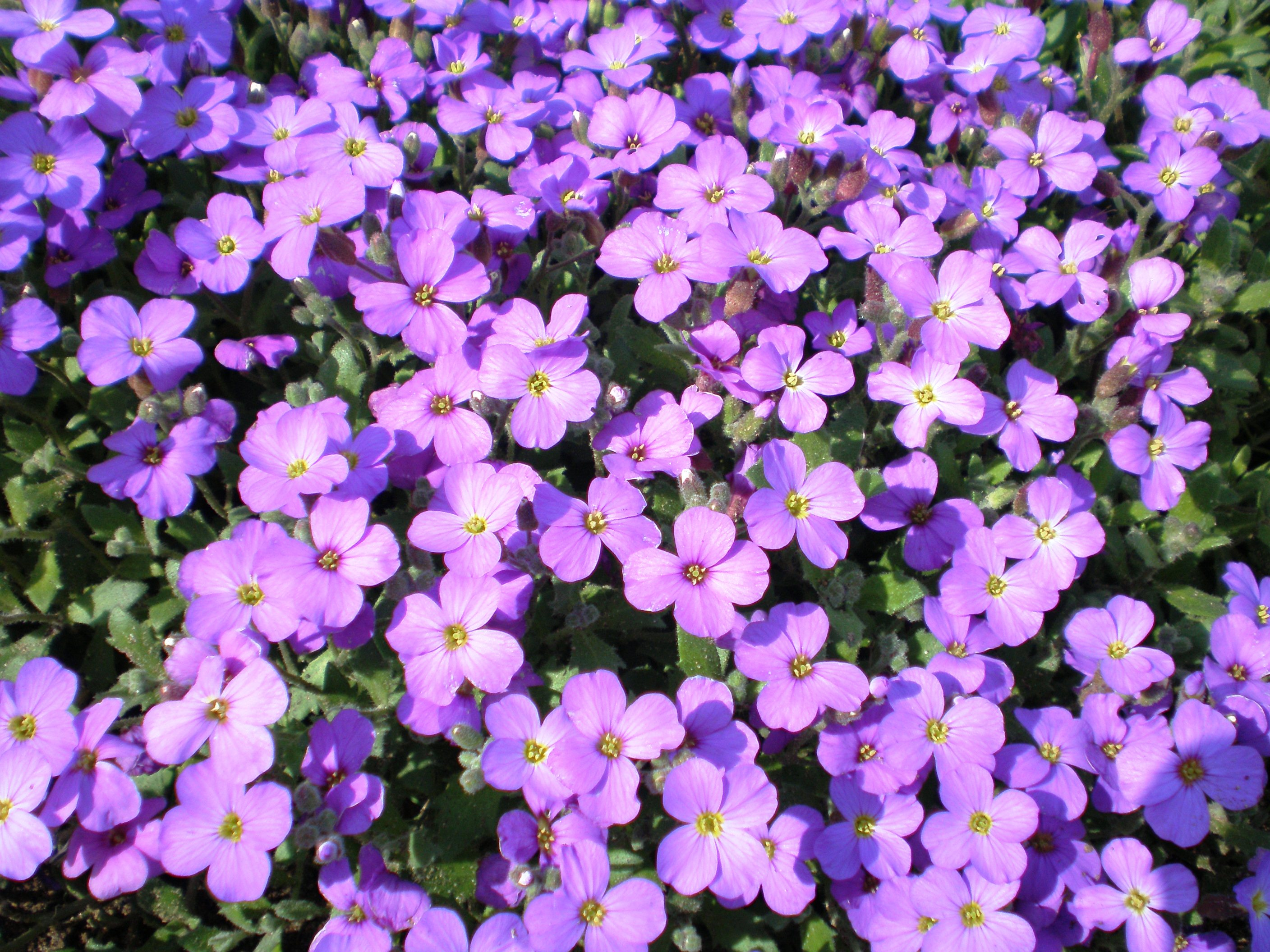
Килим з квітів
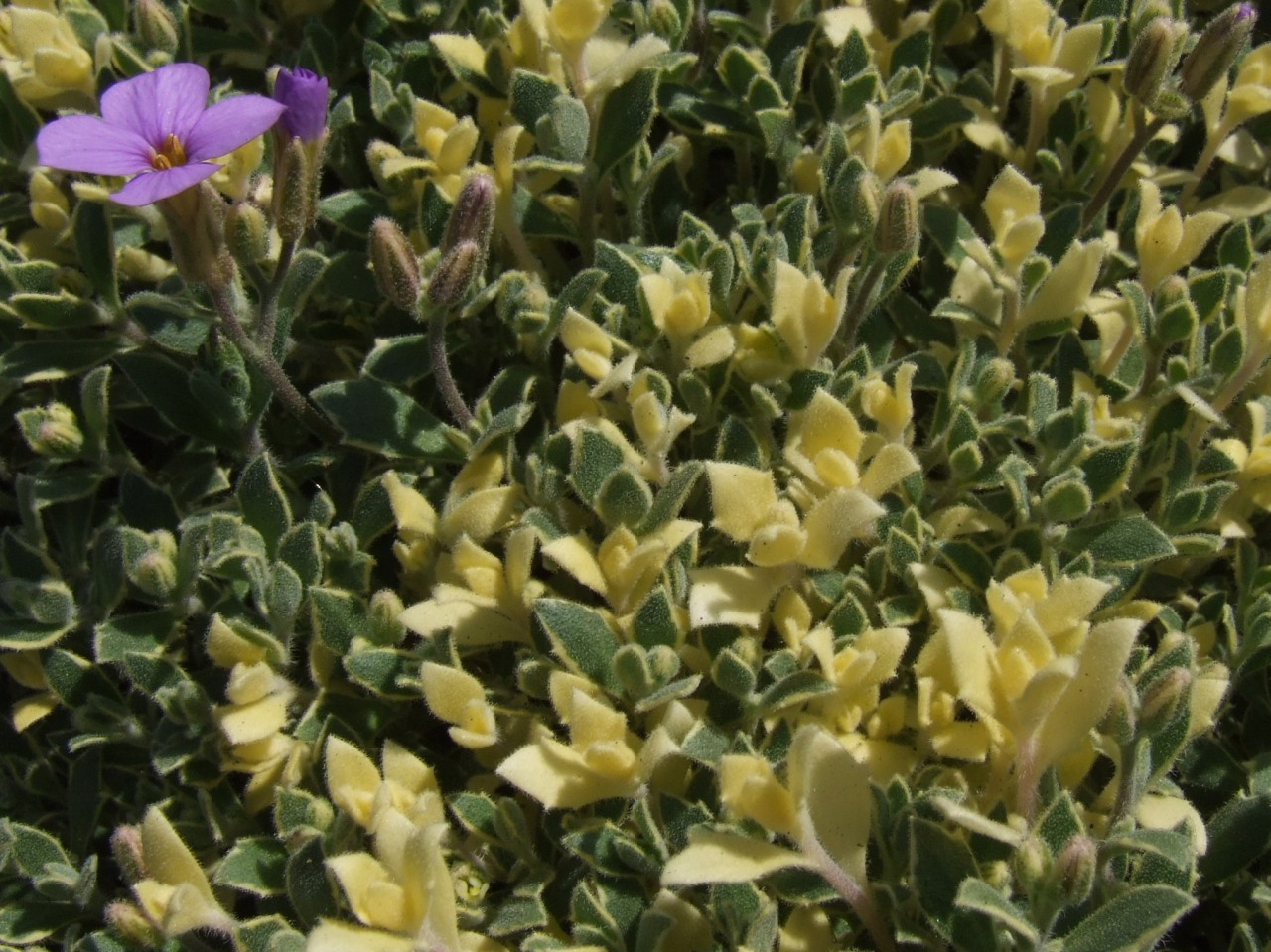
Листя
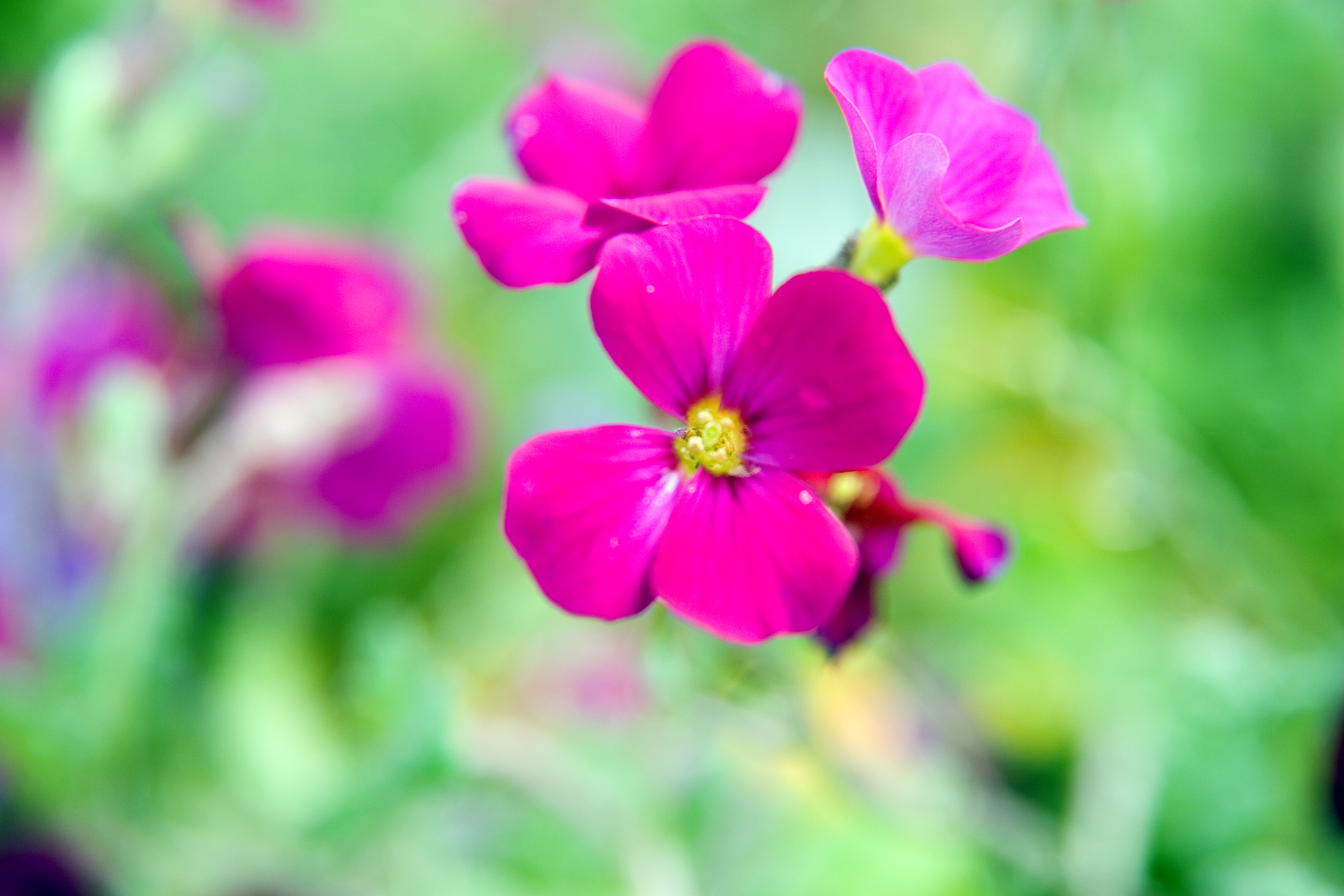
Квітка